# Гровантри
Гровантри (Гровантри Прерије; Велики Трбух Прерије; Ани; Анини; Ацина) су алгонквински народ, староседеоци су крајњег севера Великих равница. Простране области која се налази у средишту Северне Америке. Говорили су гровантријским језиком, који припада преријској групи алгонквинских језика. Блиско су сродни Арапахоима. У 19. веку су насељавали прерије од река Милк и Мисури на југу до канадске провинције Саскачеван на северу. Око 1880. су смештени на резерват Форт Белнап са Асинибојнима.

## Име
Име Гровантри, потиче из француског језика. Енглески превод је Биг Бели или Грејт Бели Индиј`нс (Велики Трбух).
У знаковном језику прерије, често су мешани са Хидацама, који су такође називани Гровантри. Због тога су Анини називани и именом Гровантри прерије, а Хидаце Гровантри Мисурија. До мешања Аниниа и Хидаца у знаковном језику, доводе слични покрети руку у пределу торза. Код Хидаца покрет се односи на тетовиране груди Хидаца, а код Аниниа означава увек гладан.
Сами себе називају Анини, што значи народ беле глине. Име Ацина потиче из језика Блекфута, са којима су Гровантри Прерије (Анини) били у савезу након одвајања од матичних Арапахоа. Значење имена Ацина је нејасно.

## Историја
Гровантри су у прошлости били део Арапахоа и са њима су живели у подручју долине Црвене реке Севера у северној Минесоти и Северној Дакоти и у јужној Манитоби до средине 17. века. Почетком 18. века су се под притиском Оџибва одселили у Монтану и одвојили од Арапахоа, који су отишли на југ и населили се у Вајоминг и Колорадо. Средином 18. века дошли су до коња.
Гровантри су се из Монтане проширили у Саскачеван у Канади. Са Арапахоима су се поново ујединили 1818. у Вајомингу и остали су уједињени све до 1823. када су се поново одвојили и населили у подручју реке Милк. Погађа их епидемија великих богиња 1829. од којих многи умиру. Део Гровантра који је остао са Арапахоима одваја се од њих 1832. и насељава у долину Пјерс Хол у источном Ајдаху. Ту су се сукобили са трговцима крзном у Бици код Пјерс Хола. Након ове битке, две групе Гровантра су се ујединиле 1833. У наредним годинама су се сукобљавали са Асинибојнима у више наврата. 
Гровантри као део Блекфутске конфедерације 1855. потписују уговор о пријатељству са Исаком Стивенсом гувернером територије Вашингтон, којим је створен велики резерват Блекфутске конфедерације. Гровантри 1861. напуштају Блекфутску конфедерацију. Удружују се са Вранама (Кроу) против Блекфута 1867. и губе у сукобу. Резерват Форт Белнап је основан 1888. након поделе великог заједничког резервата Блекфута, Гровантра и Асинибојна.

## Популација
Данас Гровантри живе на резервату Форт Белнап у Монтани. Њихова популација је 1700. износила око 3.000 и таква је била све до 1800. До 1904. број им је пао на 535, да би им затим број почео расти, па их је 1989. било око 1.600, а 2000. око 2.500. Према попису из 2010. у САД је живело 2.952 (када се укључе људи мешаног порекла 3.774) Гровантра.

## Етнографија
Гровантри Прерије су типичан представник народа са преријском културом ловаца на бизоне. Били су номади и живели су у шаторима од бизонове коже, познатим као типи. Живели су од лова на бизоне, које су пратили, а цео народ је могао у року од једног сата да се припреми за покрет.

### Кланови и тотемизам
Гровантри су били организовани по клановима, ови кланови немају тотемска имена која се иначе обично везују уз клан.
- Кланови Гровантра су:
  - Они који поје коње једном дневно;
  - Тендони,
  - Они који не поклањају или Бизонске грбе;
  - Насупрот Асинибојна,
  - Ружни
  - Крвави (Бладз)
  - Боре се сами
  - Бобицоједи
  - Крпе за задњице
  - Кафени
  - Прашњави
  - Сиви
  - Канути
  - Ноћни соколи
  - Сиромашни
  - Поцепане панталоне
  - Капа од крзна ласице